# Setagrotis invenusta
Setagrotis invenusta är en fjärilsart som beskrevs av Augustus Radcliffe Grote 1883. Setagrotis invenusta ingår i släktet Setagrotis och familjen nattflyn. Inga underarter finns listade i Catalogue of Life.